# Retrofit Films
Retrofit Films — продюсерская компания, расположенная в Лос-Анджелесе, Калифорния, и занимающаяся разработкой и производством цифровых медиа и развлечений.

## История
Компания Retrofit Films была основана Крисом Ханадой и Таннером Клингом в 2004 году. С 2006 года компания начала создавать сопутствующие веб-сериалы для телевизионных шоу. После окончания киношколы Университета Лойолы Мэримаунт Ханада и Клинг начали свою карьеру, работая в C/W Productions Тома Круза и Полы Вагнер над такими фильмами, как «Миссия невыполнима 2» и «Ванильное небо», где они участвовали в разработке сценария и сюжета, исследованиях, производстве и продвижении. Ханада и Клинг являются членами Гильдии продюсеров Америки.